# 쑨이저우
쑨이저우(중국어 간체자: 孙艺洲, 정체자: 孫藝洲, 병음: Sūn Yìzhōu, 한자음: 손예주; 1983년 10월 23일~)는 중국의 배우로, 션 순(Sean Sun)으로도 알려져 있다. 2006년 상하이 희극학원을 졸업하고 같은 해 상하이연극예술센터에 들어가 배우 활동을 시작했다. 2009년 위정 감독의 로맨틱 코미디 텔레비전 시리즈 《애정공우》에서 리쯔챠오를 연기하여 높은 인지도를 얻었다.

## 어린 시절
쑨이저우는 1983년 10월 23일 쓰촨성 청두시에서 태어났다. 상하이 희극학원에서 연기 전공으로 졸업하였다.

## 연기 경력
2006년부터 2008년까지 쑨이저우는 《청춘미래》, 《수낭란형》, 《마검생사기》, 《36호사탄주파》 등의 텔레비전 드라마에 출연하였다.
쑨이저우가 2009년에 웡추안쥔, 덩자자, 천허와 함께 출연한 로맨틱 코미디 텔레비전 드라마 《애정공우》는 중국 본토에서 그 해 가장 높은 시청률을 기록한 텔레비전 드라마 중 하나였으며, 그는 이후에 《애정공우》의 많은 후속작에도 출연하였다.
2010년 쑨이저우는 조설근의 고전소설 《홍루몽》을 각색한 텔레비전 드라마 《대옥전》에서 자윈 역, 그의 부인 차오샤오원은 칭원 역을 맡아 연기하였다. 2011년 이소염, 박해진 주연의 드라마 《첸더더의 결혼이야기》에 출연하였으며, 2013년에는 로맨스 드라마 《전민공주》에서 안이쉬안, 이승현과 함께 주연으로 등장하였다. 《보보경심》의 후속작인 2014년 작품 《보보경정》에서는 캉쓰한 역으로 등장하여 전작에 출연했던 류스스, 우치룽과 함께 연기하였다.

## 사생활
쑨이저우는 2009년 9월 9일 대학교 동기인 중국 배우 차오샤원과 결혼하였다.